# Synagoga v Horažďovicích
Zaniklá synagoga v Horažďovicích stála v místech za současným domem č.p. 885 v Prácheňské ulici ve městě Horažďovice.

## Popis a historie
Nahradila synagogu, pocházející ze 17. století (možná z roku 1684), jež shořela při požáru roku 1868. Během 2. světové války byla německou armádou využívána jako sklad, poslední bohoslužby v ní byly slouženy polním rabínem americké armády pro židovské vojáky po osvobození roku 1945. Později byla budova používána družstvem Jednota coby výkupna a sklad ovoce, roku 1980 byla stržena. Na místě je od roku 2005 umístěna pamětní deska s informacemi o historii místa a židovských obětech nacistické okupace.
Svitek tóry z horažďovické synagogy se dodnes používá ve Westminsterské synagoze v Anglii. Desatero pocházející ze zaniklé synagogy vystavuje místní muzeum.
Ve městě se také nachází židovský hřbitov.

## Další fotografie

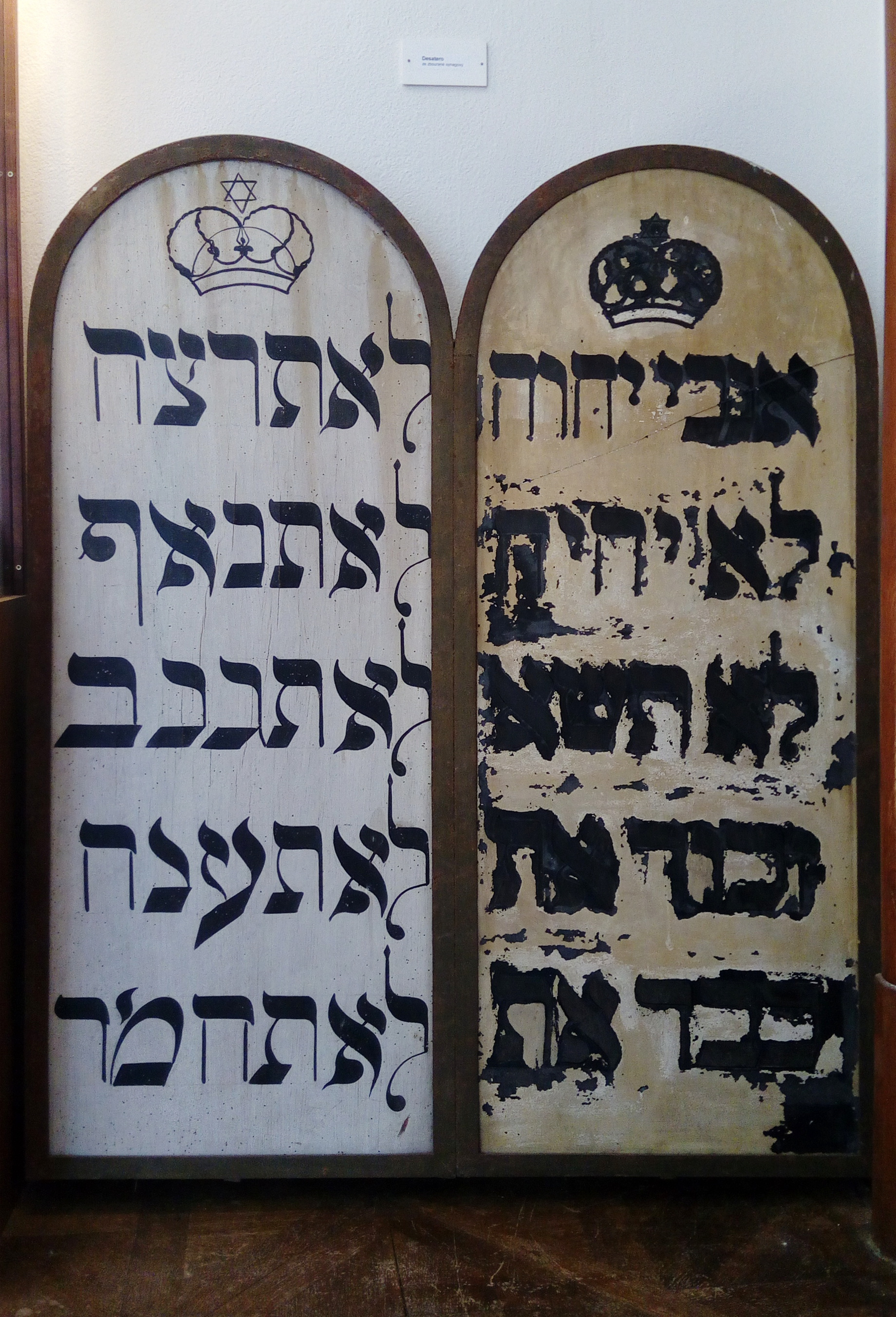
Desatero ze zbourané synagogy, vystavené na zámku ve městě Horažďovice
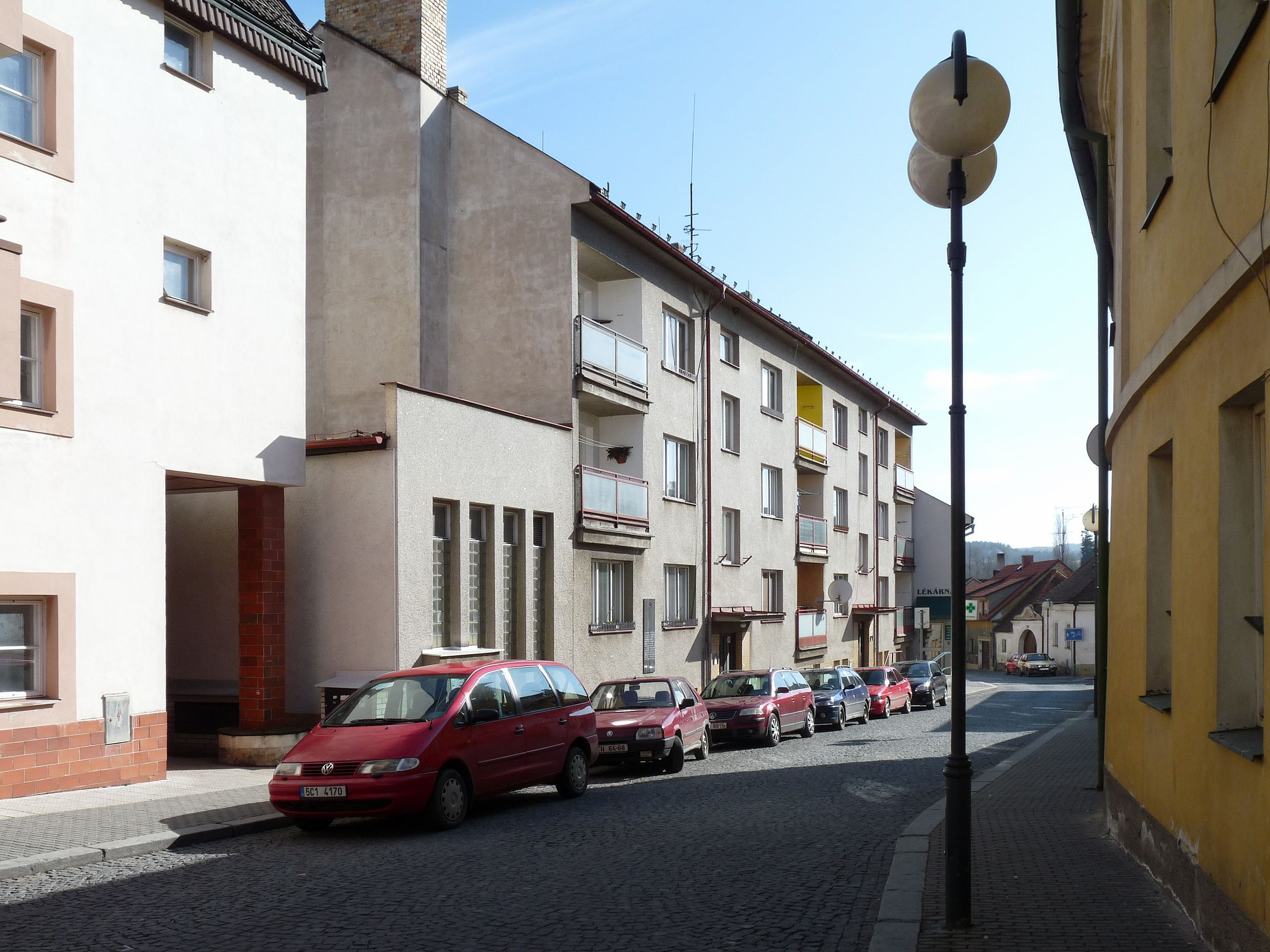
Místo v Prácheňské ulici, kde stávala synagoga
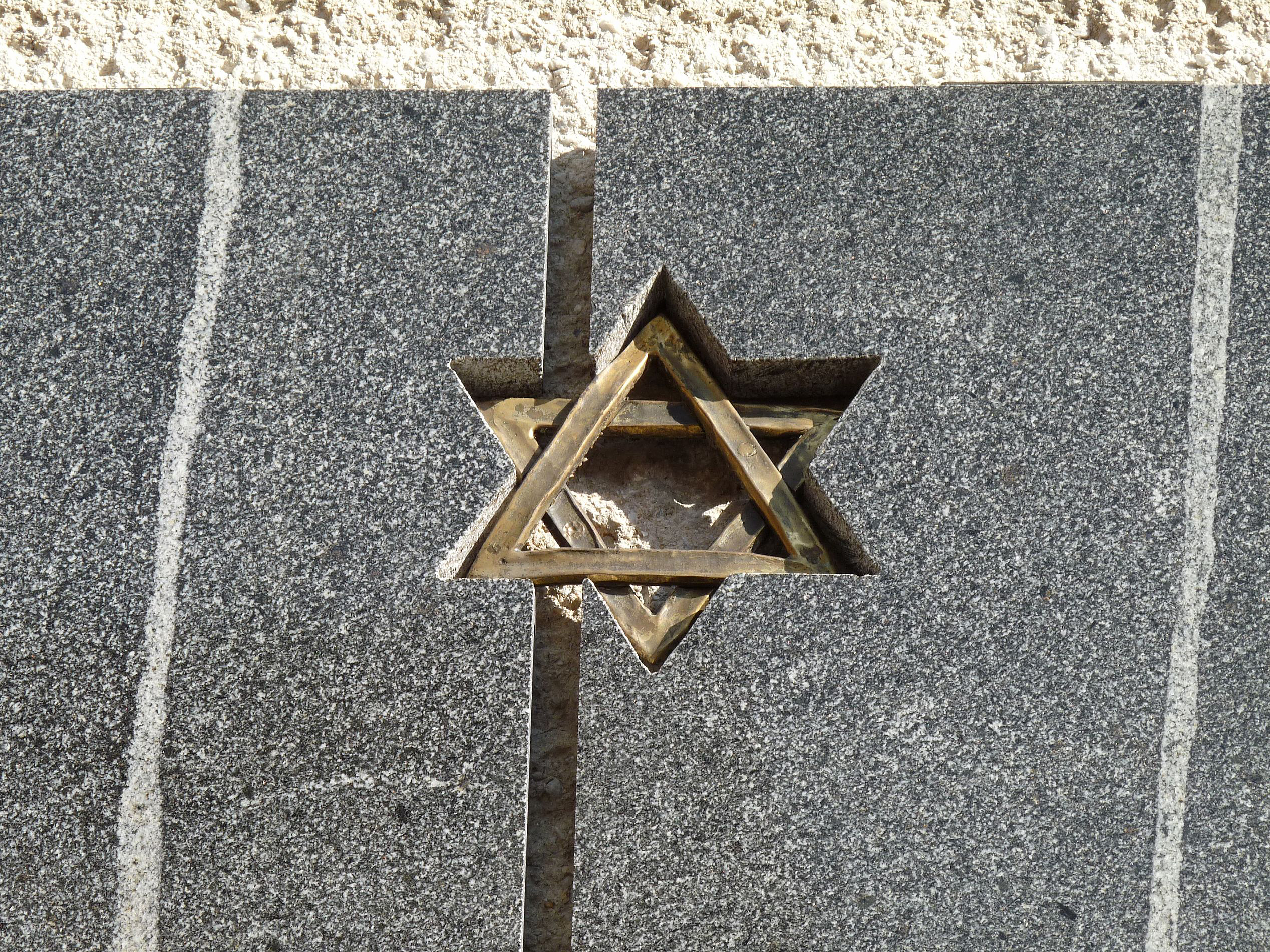
Detail hvězdy na pamětní desce
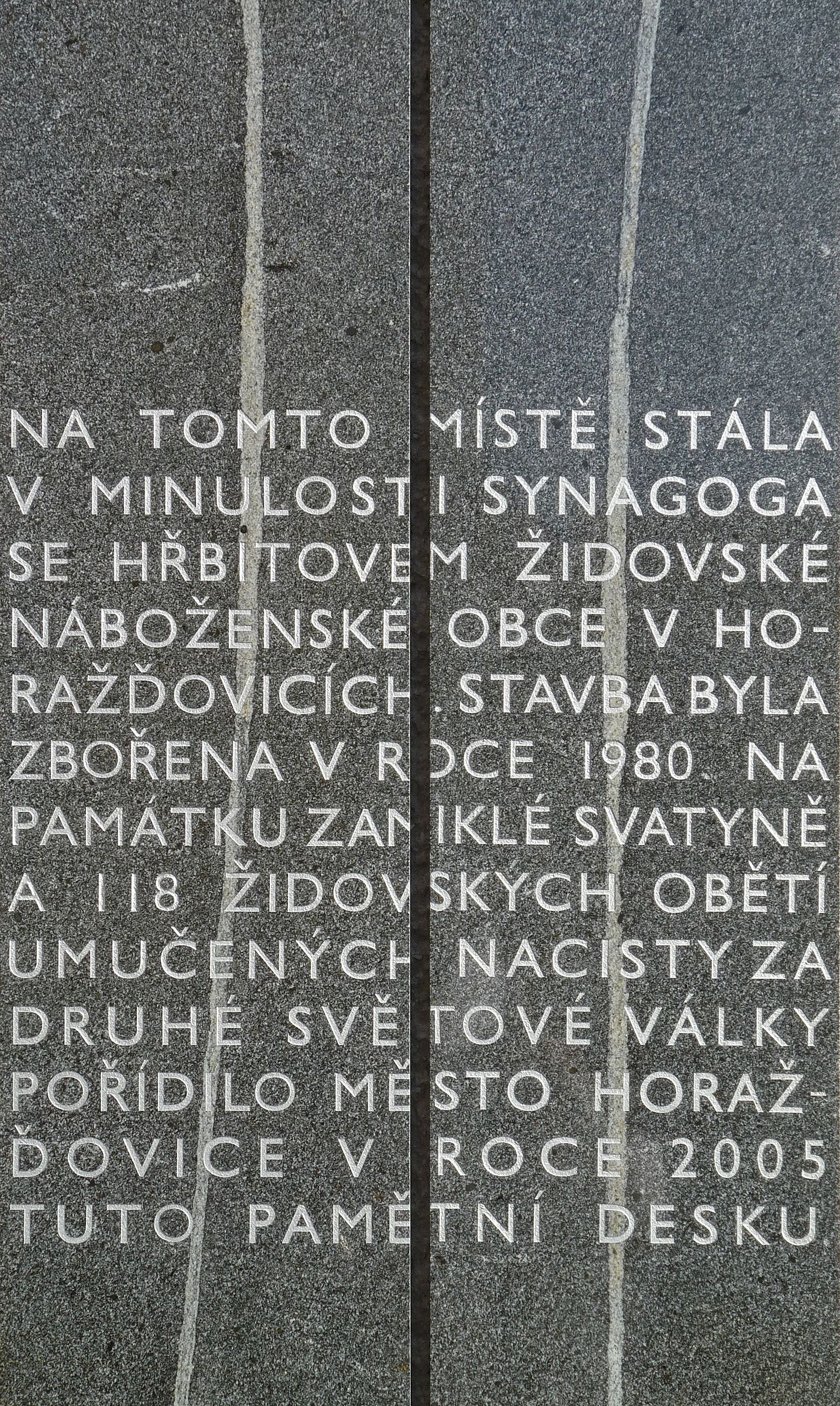
Detail nápisu na desce